# Bombardeo del puente de Varvarin
El bombardeo del puente de Varvarin, también conocida como la masacre de Varvarin, fue un bombardeo aéreo llevado a cabo por la OTAN el 30 de mayo de 1999, como parte de la Operación Fuerza Aliada. Ese día, aviones de la OTAN bombardearon el puente de Varvarin, situado en la localidad homónima en el distrito de Rasina en el centro de Serbia, alrededor de las 13:25h (CET). El puente fue atacado dos veces y como resultado murieron diez civiles y unos treinta resultaron heridos, de los cuales diecisiete resultaron gravemente heridos y trece leves.
Aunque el ataque aéreo en la pequeña localidad se llevó a cabo a mediodía, con tiempo despejado y más de 1000 personas alrededor del puente, funcionarios de la OTAN calificaron el ataque como «legítimo» y las víctimas civiles como «daños colaterales».

## Eventos
El ataque aéreo al puente se llevó a cabo el 30 de mayo de 1999, en la festividad ortodoxa de la Santísima Trinidad y día de mercado, razón por la cual había más de 1000 personas en o en las inmediaciones del puente. Estaba despejado y soleado ese día, lo que significa que los pilotos de los bombarderos de la OTAN tenían buena visibilidad. Los bombarderos de la OTAN bombardearon el puente en dos ocasiones.
En el primer ataque, que comenzó alrededor de las 13:25h, dos aviones de combate F-16 de la OTAN que volaban a baja altura lanzaron el primer ataque con una bomba guiada por láser contra el puente, matando a tres personas e hiriendo gravemente a cinco más. Como resultado de los impactos, el puente se separó de la viga central, se derrumbó en el río del lado de la ciudad, mientras que el otro extremo se deslizó en la orilla elevada, de modo que al final una parte de unos 100 metros de largo quedó colgando en un fuerte ángulo y se derrumbó en el río Morava. Aunque el puente ya había sido destruido, los aviones de la OTAN regresaron entre tres y seis minutos después y llevaron a cabo un segundo ataque, disparando dos misiles más que mataron a siete e hirieron gravemente a doce civiles más, los cuales habían ido a ayudar a los heridos del primer ataque. Los cuerpos de la mayoría de los muertos fueron desmembrados por las fuertes explosiones.
Las diez víctimas mortales fueronː Sanja Milenković (15 años), Milan Savić (28), Vojkan Stanković (30), Zoran Marinković (33), Stojan Ristić (52), Ratibor Simonović (24), Ružica Simonović (55), Milivoje Ćirić (66), Dragoslav Terzić (67) y Tola Apostolović (74).
Se desconoce la nacionalidad de los pilotos y el propósito militar de la operación sigue sin estar claro.

## Reacciones

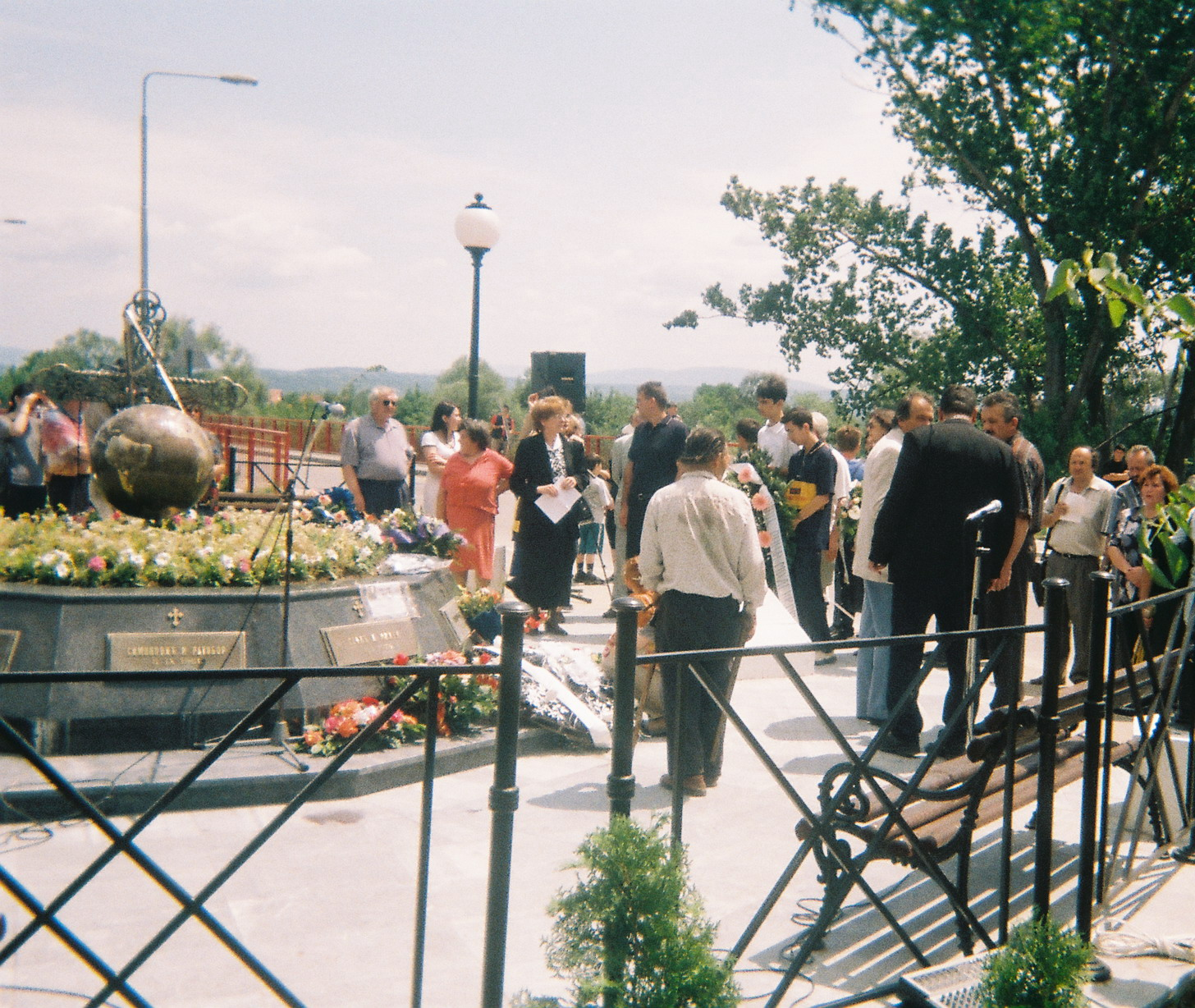
Acto de conmemoración de las víctimas civiles del bombardeo del puente de Varvarian

El portavoz de la OTAN, Jamie Shay, dijo que los ataques aéreos de la OTAN contra el puente de Varvarin eran «objetivos militares legítimos» y que las bajas civiles eran «daños colaterales». El mismo funcionario dio la misma justificación para otros ataques de la OTAN en la República Federal de Yugoslavia, que causaron víctimas entre la población civil. Sin embargo, los lugareños afirmaron que el puente era demasiado angosto para los tanques y que fue atacado en un día despejado en lugar de durante la noche, acusando a la OTAN de matar civiles deliberadamente. Un reportero alemán del diario Die Zeit calificó el ataque aéreo de «masacre» y de «crimen de guerra».
El abogado berlinés Urlich Dost, que representó a las familias de las víctimas en un juicio posterior en Alemania, describió el ataque como un crimen de guerra. En una entrevista con Deutsche Welle, culpó a los oficiales de la OTAN por saber que el ataque causaría bajas civiles.

Por supuesto que lo sabían, así que no estaban ciegos. Usted sabe que Varvarin se encuentra a 200 kilómetros de Belgrado ya 200 kilómetros de la frontera con Kosovo. No hubo conflictos de guerra allí en absoluto. También sabemos que otras ciudades serbias fuera de la zona de conflicto fueron bombardeadas en masa, incluso ciudades donde no había ejército. Imagínese, estaban disparando en plazas y mercados a plena luz del día.

### Acciones legales
En 2003, las familias de las víctimas demandaron al gobierno alemán en Alemania. Los demandantes argumentaron que Alemania brindó asistencia a las operaciones aéreas de la OTAN y reclamaron compensaciones. Los tribunales alemanes rechazaron el derecho de las familias a buscar compensaciones en Alemania. Primero en el tribunal regional de Bonn en 2003, luego en el tribunal regional superior de Colonia en 2005 y en el Tribunal Federal de Justicia en 2006. Las familias presentaron una denuncia ante el Tribunal Constitucional Federal en 2007 para revocar decisiones judiciales anteriores. El 13 de agosto de 2013, dicho tribunal desestimó nuevamente las reclamaciones de las familias, argumentando que las víctimas de operaciones militares en el extranjero no tenían derecho a indemnizaciones individuales.

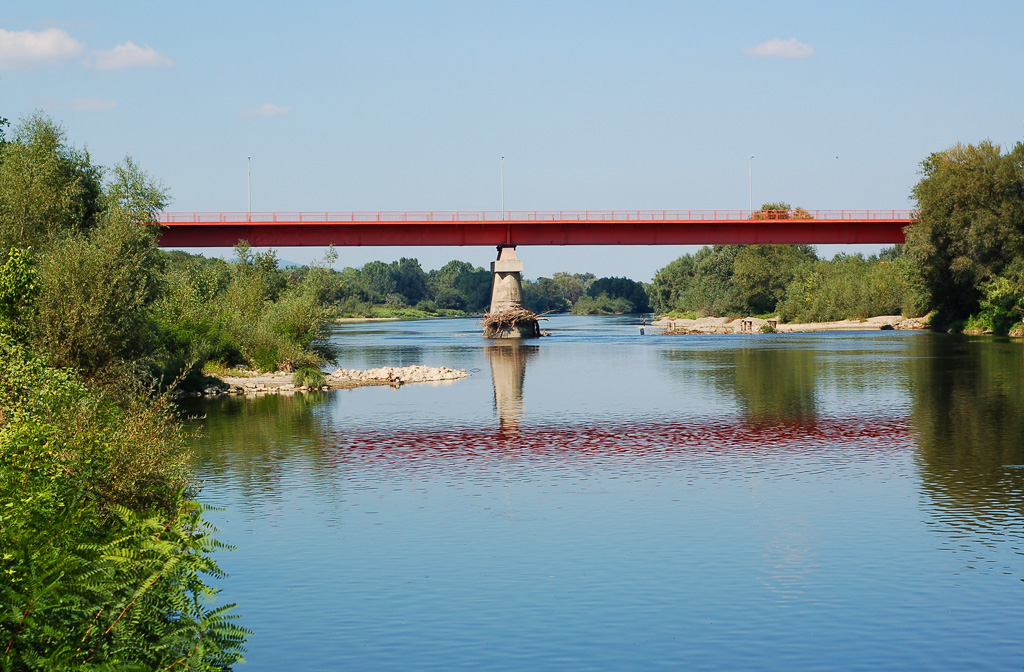
Una foto de 2006 del reconstruido puente de Vavarin

### Ayuda de la diáspora
Con los fondos concedidos por los serbios de Suiza, a través del Fondo de la Diáspora para la Patria, de julio a noviembre de 1999, se construyó un nuevo puente de doble ancho en el sitio que ocupaba el puente destruido y se construyó un monumento a las víctimas junto al puente. Al mismo tiempo, se renovó el hotel Plaža, que resultó dañado durante el bombardeo. Todos los años, cada 30 de mayo, aniversario de la matanza, se lleva a cabo un servicio conmemorativo en recuerdo de las víctimas. Con la ayuda de la diáspora serbia, poco después del bombardeo de la OTAN, se estableció un fondo de becas para estudiantes talentosos llamado «Sanja Milenković» la más joven de las diez víctimas, estudiante del Instituto de Matemáticas. Este fondo se cerró dos años después por problemas financieros, pero sus fundadores están tratando de reactivarlo.